# Бертолду, Фелипе
Фелипе Бертолду душ Сантуш (порт. Fellipe Bertoldo dos Santos; 5 января 1991, Сан-Паулу) — бразильский и восточнотиморский футболист, бывший полузащитник национальной сборной Восточного Тимора.

## Карьера

### Клубная
Фелипе Бертолду родился в Сан-Паулу и тренировался в знаменитой футбольной школе местного Палмейраса. Не пробившись в основной состав Бертолду начал карьеру в резервной команде, а после этого выступал за несколько бразильских клубов, выступающих в низших лигах. Его наиболее известной командой в Бразилии был Ботофого из города Рибейран-Прету, который выступал в пятом по силе дивизионе.
В 2015 году Бертолду перебрался в Японию, где выступал за команды из города Оита, которые также выступали в низших дивизионах.
В 2016 году в составе клуба Эстеглаль Хузестан из Ахваза стал чемпионом Ирана (впервые в истории клуба) и вторым призёром местного суперкубка (Эстеглаль уступил исфаханскому Зоб Ахану со счётом 2:1). В следующем году, выступая за оманский Аль-Сувэйк добыл второй трофей в карьере, выиграв Кубок Омана.
С 2017 года защищает цвета индонезийского футбольного клуба Арема из города Маланг.

### Международная
В 2014 году Бертолду был приглашен Федерацией футбола Восточного Тимора в национальную сборную этой страны. В это время федерация проводила активную политику натурализации, привлекая к выступлениям за сборную бразильских футболистов, которые не имели никакого отношения к Восточному Тимору. Это вызывало активную критику со стороны футболистов и болельщиков, однако уже в том же 2014 году Бертолду провёл две игры за молодёжную команду Восточного Тимора.
В национальной сборной Фелипе дебютировал во Вьентьяне 12 октября 2014 во время квалификационного турнира Чемпионата АСЕАН матчем против сборной Брунея. Эту игру тиморцы выиграли со счётом 4:2, все голы забили экс-бразильцы. В своём третьем матче за сборную Восточного Тимора Бертолду забил свой первый и единственный гол, поразив ворота сборной Камбоджи, сделав счёт 2:0. Однако такое преимущество тиморцы не смогли удержать и после хет-трика камбоджийского форварда Сока Чанрасмея уступили 2:3. Завершив квалификацию на предпоследнем месте тиморцы не смогли пробиться в основную часть розыгрыша Чемпионата АСЕАН.
Последней игрой Бертолду в составе сборной Восточного Тимора стал выездной матч квалификации чемпионата мира против сборной Саудовской Аравии, где тиморцы потерпели разгромное поражение со счётом 7:0.
В январе 2017 года Азиатская конфедерация футбола приняла решение о том, что Бертолду и одиннадцать других бразильцев, выступавших за сборную Тимора, не имеют права выступать за эту национальную команду. Через два месяца по решению Министерства юстиции Восточного Тимора паспорт этой страны, полученный Бертолду ранее, был признан недействительным.